# Roland-Statue (Kornwestheim)
Die Roland-Statue steht in Kornwestheim auf dem Gelände der ehemaligen Ludendorff-Kaserne.

## Geschichte
Beim heutigen Spielplatz Unstrutweg in Kornwestheim, ist eine 8 Meter große Statue eines Kriegers mit Schwert zu sehen. Sie ist als Roland-Statue oder Roter Ritter bekannt.
Die Statue wurde 1936 geschaffen von Bedow (Bredow ?) von Stuttgart. Der Krieger stand beim Tor der ehemaligen Ludendorff-Kaserne.
Bei einem Kampf im Jahre 1945 verlor die Statue die Nase. Im Jahre 1969 gab Colonel Douglas K. Blue von der US-Army die Reparatur der Nase in Auftrag. Die Kaserne wurde nach dem Zweiten Weltkrieg von den US-amerikanischen Streitkräften genutzt, bis zum Jahre 1993. Im Zuge des Städtebaus („Wohnpark Neckarstraße“) im Jahre 1999 bis 2003 wurde die Kaserne komplett entfernt und die Gegend zu einem Wohngebiet umgestaltet. Die Statue befindet sich heute direkt neben dem Spielplatz Unstrutweg.

## Fotos
- Foto Statue, 1968
- Foto Haupttor der Ludendorff-Kaserne, 1972
- Foto Haupttor der Ludendorff-Kaserne, 1995